# حقل نفط غرب القرنة
حقل نفط غرب القرنة من أكبر الحقول النفطية العراقية ويبلغ الاحتياطي المؤكد لهذا الحقل 12 مليار برميل من النفط الخام. كان هذا الحقل في عهد النظام السابق يستثمر من قبل شركة لوك أويل الروسية ولكن باستثمارات ضعيفة. اما الآن وبعد ادراجه ضمن جولة التراخيص الأولى لاستثمار الحقول النفطية وزيادة إنتاجيتها حصلت على عقد تطويرة الشركة نفسها التي كانت تستثمره فيما مظى وقد خصصت الشركة مبلغ 5 مليارات دولار لزيادة إنتاج النفط من هذا الحقل العملاق.
في 1 يناير 2024، تسلمت شركة "بتروتشاينا" الصينية مهام المشغل الرئيسي في حقل غرب القرنة  بدلاً من شركة "إكسون موبيل"، بموجب اتفاق تسوية لحصة الشركة الأميركية في الحقل.